# 黄桥战役
黄桥战役，又称黄桥事件、黄桥决战，是1940年10月，蘇北地區的国民革命军新编第四軍与黄桥所属战区的國民革命軍第89军之间发生的中等规模武装冲突。
1939年3月，南昌沦陷，江苏已成敌后，新四军越区自行扩大抗日根据地，与毗邻防区的国军发生摩擦，其间互有小规模武装攻击。1940年新四军北上，进入苏北时任省主席韩德勤的防区，7月接近黄桥镇时，驻黄桥“日军久攻不下的”国军先自行退却，新四军旋即进驻黄桥，此举引起韩德勤的不满，韩请示蒋介石，卻只得到含糊回复。於是韓集结了4倍于新四军，即约1.5万人的兵力，向新四军進攻，新四軍獲得勝利，一舉將國民革命軍第89軍消滅，也佔領了姜堰，89軍中将军长李守维戰敗溺水身亡，中将旅长翁达战败自殺。
此役是新四軍改編以來遇到的最大的戰役之一，該戰役的防御對象並非精銳的日軍或汪偽部隊，而是參加過徐州會戰的抗日將領、國民黨中央委員、江蘇省主席韓德勤所屬的抗日主力部隊。此“抗日主力部队”的战力表现却令世人大跌眼镜，韩部掌握进退主动权却混乱不堪，数倍对方的重大伤亡，又加上陈毅在战前已对国军陈泰运、李明扬、李长江部滲透，因而在战役中唯有韩部嫡系部队孤军深入，而新四军战斗部队四千餘人，以逸待劳，輕鬆取勝，新四军声称國軍1.1萬餘人傷亡或俘虜，国军声称的伤亡数字是官兵“五千餘”。

## 战役背景

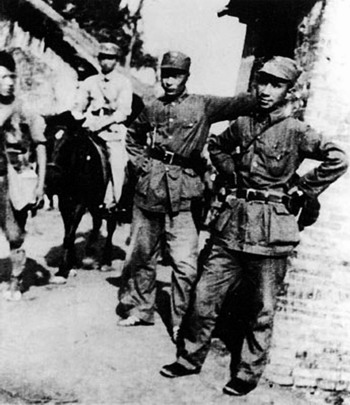
1940年，陈毅与粟裕在黄桥战役前夕

此前军队粮饷来源主要有两条途径，一是由南京国民政府划定一定的防区，防区内军队就地自筹一部分，二是由中央拨给一部份。而对于如失去领地后入关的东北军，没有固定防区的出川川军，则只能依靠中央拨给。对于新四军，按照叶挺出任新四军军长时与蒋介石的协议，每月应发给新四军军费为法币18万元，实际每月给8万元，后经叶挺和项英多次要求，增加到每月法币13.5万元，同时国民政府最初划给新四军的防区为：第1、2支队在长江以南，芜湖以东，高淳、溧水、金坛之线以北，丹（阳）金（坛）公路以西；第3支队东起芜湖、宣城，西至铜陵，南至青阳，北临长江；第4支队在皖中淮南铁路沿线一带。
随着1937年南京失守，1938年武汉失守，1939年南昌失守，国军主力在日军进攻下已节节西退，除去随汪伪政府投靠日军的伪军，敌后只余部分国军半隐藏游击，敌后自筹粮饷越发困难。主力部队尚可从中央优先获得硬通货和实物补给，非主力部队能从中央获得的补给则大幅减少，加上39年法币开始贬值，实际只能依靠自己。同时，因蒋介石、顾祝同为新四军划定防区非常狭窄，不利新四军作战及发展。因此，新四军决定向防区外发展，1939年5月，陈毅派遣叶飞率领第六团赴國民政府所屬江阴、无锡、常熟地区活动。陈毅、粟裕遂决定，陆续派遣部队北渡长江，向长江北岸发展。:159-163。经过几个月作战与发展，至11月底，新四军已有数支主力到达苏北，控制了长江渡口，新四军跨长江两岸，占据有利态势。:164-166
1940年初，主持华中的刘少奇制定战略先集中发展苏北。粟裕率领所部新四军进入苏北。当时新四军实行“向南巩固、向东作战、向北发展”的战略。1940年4月5日，毛澤東於「發展華中根據地的部署」中認為：「華北日軍佔領區日益擴大，蔣介石企圖劃定華北為我兩軍（新四軍、八路軍）防區，我之鬥爭艱苦，不入華中（國軍防區）不能生存。」

## 战役前奏

### 双方摩擦
八路军及新四军在华中的发展，引起了国民政府的注意和警惕。随着新四军自西、南两面，八路军自北面逼近苏北，尤其是皖东的新四军正处于苏北国军与重庆后方的联络补给线上，使韩德勤感到莫大的威胁。
1939年，韩德勤出动正规军包围突袭了进入本辖区内东海县的八路军独立第三团，杀伤该团团长以下数百人。同年夏，又围攻活动于高邮湖以北闵家桥地区的抗日游击队，惨杀该游击队领导人陶容以下数百人，其中大部是共产党员。当地的陈文部队发展到3,000多人，是民间抗日武装。陈文投靠共产党领导的新四军，遂派员与中共苏北工委取得了联系，主动请党整军。经新四军一支队司令员陈毅批准，委派苏北工委委员吕镇中及陈淦去陈部创办教导队，并建立了中共秘密组织。韩德勤因陈文屡不听调遣，仍在扩充部队并有投共之嫌，派主力八十九军突然将其包围，狠打一个星期，全部缴械或杀害，团长陈文也遭谋杀。
1940年3月，韩德勤致电军委会称：“请严令各部队非经军委会、战区长官令准，不得自立名目，组织游击队。理由：查苏鲁豫皖边区一带，发现某军某支队名义之杂色军队甚多，到处收缴民枪，非法组织民众。”该建议得到国府军委会的批准并转各战区执行。
1940年，3月5日，八路軍包圍延川縣政府，並將保安團繳械，隨後中共派出蕭華部，殲滅國軍山東省保安第25旅。同年4月，中共乘勝追擊，集結八路軍精銳，襲擊國軍高樹勛、朱懷冰及冀察戰區總司令鹿鍾麟部，並獲得勝利。新四軍亦於7月4日起發動對國軍李明揚部的攻擊。中共並形容此類對國軍作戰戰果為「反摩擦鬥爭的勝利」。9月，协同新四军开辟苏北的南下八路军第五纵队（黄克诚部）第一、第二支队和新四军第五支队，分别抵达涟水以北地区和大运河西岸，与新四军苏北部队形成有利的战略态势。

1940年4月15日，毛澤東、王稼祥電令劉少奇、項英抵抗韓德勤的部隊：
第115師彭明治、吳法憲支隊約一萬二千人，不日從魯蘇邊出動，向北前進，估計約三個星期內外可與劉少奇方面配合夾擊韓德勤。:186

1940年7月12日，毛澤東下令：
一、为对付韩德勤的进攻，第一一五师彭吴支队约一万两千人，不日从鲁苏边出发，向苏北前进，约三星期内可与刘少奇配合夹击韩德勤。韩德勤是顾祝同唯一嫡系，受我打击后，顾有对我皖南、江南新四军采取压迫手段之可能，望项英准备应付办法。惟决不可先动手，应取自卫原则。二、左权、黄克诚率第一一五师第三四四旅一万两千人已从太行山出动，不日到冀鲁边境，随时可调至陇海路南与彭雪枫配合作战。:186

### 半塔集之战
1940年2月10日，中共中央向前方将领发出《中央、军委关于目前形势和任务的指示》：“（一）陈毅猛烈发展苏北，坚决肃清反动，坚决建立政权，扩大军队二万至三万，建立巩固根据地。其在江南者一直发展至淞沪、沪杭、苏嘉三路全线，并超过沪杭路直达海边，坚决肃清反动，坚决建立政权，并扩大军队三万至五万。……（三）胡服（刘少奇）直接指挥皖东斗争，将皖东全部、江苏一部化为巩固根据地，坚决肃清反动，坚决建立政权。四、五两支队应由一万扩大到四万以上，决不让任何反动派隔断我徐州浦口区域。……（五）彭雪枫部确实掌握新黄河以北（即淮河以北）陇海路以南，西起开封，东到海边，将此整块地区化为巩固根据地，坚决肃清反动，坚决建立政权，坚决不让任何反动派插入，扩大军队至四万。……”
1940年3月，国军制定了《剿办淮河流域及陇海路东段以南附近地区非法活动之异党指导方案》，计划由李品仙、韩德勤部进入淮河南北，将中共军队压迫到长江以南或伺机歼灭，以截断新四军与18集团军之南北联系。蒋介石虽然对八路军南下保持高度警惕，但是不赞成在抗战时期就和中共产生大规模冲突，只倾向小规模各个击破，于是修改方案，密令韩德勤“密着选编纪律严明、政治知识充实之众为机动小部队，各配属以优秀政工人员，派员统一指挥，预为充分之准备，先肃清运河以东之伪军伪组织后，相机迅速进入洪泽湖南北附近地区，与李兼总司令部队协力将伪军压迫于大江以南，或一举剿灭之，务截断南北伪军之连系。并侧重政治工作……”接到蒋介石命令后，韩德勤部署117师刘漫天部3月底在本辖区内的天长、六合、盱眙等地攻击违令进入的新四军，并主攻皖东新四军第八支队领导机关驻地半塔集（注，半塔集在津浦路东属军委会划分给韩德勤的游击区域）。
半塔集当时只有一个团的兵力，双方兵力悬殊，半塔集坚守待援，十万火急。奉新四军江南指挥部之命，从江南刚刚过江、驻扎在江都吴家桥的挺进纵队在副司令叶飞率领下，日夜兼程，火速西进，前往增援。最终，在半塔集守军和挺纵援军的奋力反击下，国军的围攻被击溃，新四军在半塔集战斗取得胜利，韩、李军东西夹击聚歼新四军守军的计划失敗。
在半塔集，叶飞见到了中原局书记刘少奇，双方进行了一次长谈，就苏北局势交换了意见。刘少奇指出：国民党顽固派已经确定要进攻新四军，顽固派既然来进攻，我们就有理由奋起自卫。他分析：八路军黄克诚部正在南下，已到达陇海线；新四军江北指挥部第四、五支队在皖东的部署亦已展开；江南新四军也准备渡江北上。对苏北三而合围的态势已经形成。他希望叶飞在苏北担负起“引敌围攻、孤军坚守、待援歼敌”的任务。

### 郭村战斗
1940年6月28日，驻江苏省泰州地区的国军苏鲁皖边游击军总指挥李明扬、副总指挥李长江，在江苏省政府主席兼鲁苏战区副总司令韩德勤的指示下，调集13个团的兵力，向泰州西北郭村地区的新四军挺进纵队实施包围和轮番进攻。新四军挺进纵队司令员管文蔚、副司令员叶飞率领刚挫败日伪军“扫荡”撤至郭村休整不久，仅1个多团兵力的挺进纵队开始组织防御。中共中央中原局与新四军江南指挥部一面向二李呼吁团结，停止进攻；一面急调苏皖支队火速驰援。挺进纵队首先以积极防御手段，攻占宜陵镇，稳定了郭村阵地，然后协同兼程来援的苏皖支队一部组织反击，击破李部多次进攻，歼灭其3个团，使其全线动摇。30日，李部中的中共地下党员率1个支队和1个大队脱离国军，参加新四军，投入保卫郭村战斗。新四军部队乘势出击，李部遂向泰州撤退。7月3日，陈毅由苏南赶到郭村，主动向二李重申团结抗战并重修旧好，即释放全部俘虏700余人。

### 营溪与姜堰战斗
9月3日，韩德勤集结李明扬、李长江、陈太运部和保安第三旅为右路军于姜堰，集结第117师(欠1旅)、独立第6旅(欠1营)、保安第一旅(欠2营)为左路军于曲塘，共同进攻营溪。9月6日，保安第一旅被歼灭2个团，进攻失败。新四军释放了该旅被俘副团长以下全部人员。韩德勤受挫后，命令保安第9旅对新四军驻区进行严密封锁。新四军方面的情报认为保安第9旅旅长张少华本身就已经是一个汉奸，与日伪军有私下联系:169-171。为此，新四军苏北指挥部决定改变先前几次战斗中面对其他国军部队只自卫而不主动进攻的政策，主动进攻张少华部。9月13日，由第2纵队主攻，第3纵队打援，经一昼夜激战，攻克姜堰，毙伤张少华部1,000余人。9月30日，新四军主动退出姜堰。

### 战前部署
1940年7月，粟裕指挥新四军出其不意的渡过长江，驻守黄桥的国军江苏省保安四旅（旅长何克谦）不战而逃。國民政府中央於7月16日通過中央提示案。8月，國民政府參謀長何應欽電令第十八集團軍、新四軍停止不法行動，蘇北、山東並非各該軍作戰區域，「限於電到一個月內，全部開到中央提示案第三問題規定作戰境內。」1940年9月，中共得知國民政府第92軍李仙洲企圖以三個師援助已遭新四軍打擊的韓德勤，毛澤東立即下令八路軍第二縱隊楊得志急行軍到新四軍第四縱隊彭雪楓所在地，115師第5旅到八路軍第五縱隊第三支隊張愛萍所在地。9月30日，韩德勤集中其大部兵力，由海安、泰州等地分三路向黄桥前進。这时，八路军南下部队尚在老黄河一线，第五支队仍在运河以西，难以对苏北部队进行战役配合。经过审慎研究，为了赢得一举解决苏北问题的时间，新四军陈毅决心以劣势兵力在黄桥地区独立同韩部决战。粟裕协助陈毅具体组织战役并负责战场指挥，决定以黄桥为轴心，采取“诱敌深入、各个击破”的作战方针歼击韩部。9月30日，新四军撤出姜堰，却并不将姜堰交还韩德勤，而是通知非韩嫡系的李明扬、陈太运前来接防。李明扬大喜过望，不仅不通知韩德勤，甚至也不知会陈太运就单独前来接管了姜堰；于是新四军又另送给陈太运一百多条枪。这些离间收买的举措进一步分化了国军。撤离姜堰到达了新四军的底线，黄桥战役一触即发。:169-171

## 过程
新四军撤出姜堰后，粟裕亲临黄桥前线指挥战役，陈毅在黄桥以西约20公里的严徐庄“总领全局”。此役国军集结26个团3万余人，于9月30日出动，因受阻于暴雨，迟至10月4日开始进攻黄桥，新四军防守兵力为7,000人（其中战斗兵仅5,000人），重装备很差，全军才1门迫击炮。国军虽有战役发起的突然性（黄克诚部直至战役结束未及南下支援）以及总体兵力的优势，但战役指挥失当，兵分多路，直接进攻黄桥兵力不足，给新四军以各个击灭之机。此外，李明扬、李长江、陈太运部以及部分非韩嫡系部队于战役中坐视韩部嫡系被围而不施救援。
10月3日，毛泽东致电周恩来提到，“我们的方针是‘韩不攻陈，黄不攻韩；韩若攻陈，黄必攻韩’”，计划以黄克诚部急行军南下救援陈毅粟裕，但韩德勤早有准备，于战前将老黄河等多条河流渡口船只全部烧毁破坏，严重迟滞了黄部南下进程，直至战役结束四天后才抵达尚距战场近80公里的东台白驹镇。毛泽东集中兵力防守黄桥的企图落空，陈毅粟裕部面临孤军困守的境地。
国军部署是，以韩德勤部嫡系李守维89军、翁达独立第6旅共15,000人为主力，分经营溪、古溪、祖师庙、加力(地名)进攻黄桥北面和东面；以李明扬、李长江、陈太运部为右翼，以5个保安旅为左翼，分别进攻黄桥以西和以南，并掩护中路军两翼安全。针对韩军进攻部署，粟裕认为，“一般作战原则是先打弱敌，后打强敌，但此次实力较弱各路非嫡系杂牌军已暗中表示中立，先攻击之于政治不利，且即便杂牌危殆，韩德勤也必定不理会其存亡而是会以先尽力攻下黄桥为根本目标，故而首战应直指进攻黄桥的先锋韩德勤嫡系翁达旅，翁达独6旅装备精良，该旅下辖2个团，每个团装备8门捷克造81毫米迫击炮，每个营装备6挺捷克式重机枪，每个连装备9挺捷克式轻机枪，该旅步枪系捷克式和中正式步枪。一旦翁旅被歼，各路杂牌必然不敢动作，且能予敌士气以严重打击。”据此，粟裕命大部主力在城外埋伏，仅以少部兵力守城。10月4日下午三时，翁达独立第六旅攻至黄桥以北2-3公里处，粟裕令第一纵队立即出击，以逸待劳，仅三小时全歼翁旅，中将旅长翁达自杀。此时国军第33师猛攻黄桥，几乎突入城内，但原定中路进攻的89军李守维部却未能在此时到达黄桥，原来正在行军中的李守维得知翁达正被围歼，惊恐之下，既不敢救援翁旅，又不敢继续向黄桥进发，反而命令所部原地构筑工事防守，致使三十三师的进攻功亏一篑。10月5日，已歼灭翁旅腾出手来的新四军各部包围33师和89军，当天歼灭33师，次日歼灭89军。至此，战局大势已定，为免更大损失，国军残余各部当即撤离战场。此战，与新四军早已暗中输款的李明扬、李长江、陈太运部毫无损失。计从10月3日至10月6日，粟裕指挥新四军经过多次战斗，共歼灭国军主力12个团，保安第十六旅全部，保安第三旅、保安第五旅各一个团，共计一万一千余人，国军第八十九军军长李守维、独立第六旅旅长翁达及旅、团长数人阵亡，俘虏国军三十三师师长孙启人，九十九旅旅长苗瑞林、一一七师参谋长等师、旅、团军官30余名，下级军官600名；缴获长短枪3,800余支，轻、重机枪189挺，山炮3门，迫击炮59门及大量弹药和军需物资，新四军取得胜利。:186新四军乘胜追击，进占海安、东台等地并重占姜堰。十月十日，新四军苏北部队前锋与南下八路军先头部队会师于东台县之白驹镇。韩德勤率余部1,000余人向兴化撤退，新四军追至东台即因“政治原因”放弃继续追击（兴化时为江苏省政府驻地）。

## 影响和后续
1940年4月1日，毛泽东派出119師、120師及徐向前部以主力南下華中开辟新的根据地，另派一部支援新四軍反頑。:P238
黄桥战役使新四军在苏北地区站稳了脚跟。國民革命軍總參謀長何應欽向朱德、彭德懷、葉挺發出皓電：
先前八路軍徐向前於8月14日偷襲國民政府山東省政府所在地魯村，擴展地盤，影響抗日行動，後面的新四軍陳毅及管文蔚部，於7月擅自由江南防區渡過江北，又偷偷襲擊江蘇省政府韓主席所屬陳泰運部。並切斷國軍江南江北補給線。統帥嚴令制止，仍頑不遵命。復於10月4日，向蘇北韓主席猛攻，韓部獨立6旅16團韓團長遇害，5日又攻擊89軍擄去第33師師長孫啟人，旅長苗瑞體以下官兵數千人，並導致89軍軍長李守維「衝入水生死不明，經查蘇北、魯村均非十八集團軍與新四軍作戰區域，各該軍竟越境進攻，似此對敵寇則不戰自退，對友軍則越軌以相侵，對商談後提示方案則延怠不遵，而以非法越軌視為常事。……」:266-271頁
1940年11月4日，毛澤東致電新四軍將領，要求他們學習陳毅在黄桥战役中分化、瓦解國軍抗日部隊的經驗。11月7日，中共中央發出「關於反對投降挽救時局的指示」，反過來指國民黨挑起摩擦的投降活動、亡國活動。國民政府何應欽、白崇禧再發齊電：
第十八集團軍自抗戰以來，即列入第二戰區之戰鬥序列，新四軍自成立之初，即列入第三戰區戰鬥序列；均各有指定作戰目標與作戰地境，此擅離規定之戰區，夾擊蘇北之友軍，究係遵何命令？……利用中央一再優容愛護之厚意，冀逐漸擴充而一氣貫通晉、冀、魯、蘇，完成其外線長蛇之勢，又無與敵寇糾纏之勞；馴至師行所至，見敵則避，遇友則攻，……故一面兄等部隊方慶握手蘇北，渲染百團大戰之時，一面敵人橫斷河北之德石鐵路，自本年6月中旬動工，未受絲毫障礙，竟得迅速慶祝通車……
大公報對皖南事變的報導： 
軍委會通令：據第三戰區長官顧祝同電稱：「國民革命軍新編第四軍違抗命令，不遵調遣，自上月以來，在江南地區，集中全軍，蓄意擾亂戰局，破壞抗日陣線，復於本月四日襲擊第四十師，乃為緊急處置，將該軍解散編遣，軍長葉挺就擒，交軍法審判，副軍長項英在逃，通令嚴緝」云云。這一件事，甚使國人震驚，而尤恐牽動抗日大局。
就我們所知，這一不幸事件的發生，並非突然而來。據何參謀總長白副總參謀長致朱彭葉項的皓（1940年10月19日）電謂：「蘇北方面，新四軍陳毅管文蔚等部，於七月擅自由江南防區渡過江北，襲擊韓德勤省主席所轄屬陳泰運部，攻陷如皋之古溪蔣霸等地後，又陷秦於黃橋及泰縣之蔣堰曲塘，到處設卡收稅，收繳民槍，繼更成立行政委員會，破壞行政系統，並截斷江南江北補給線。
統帥部雖嚴令制止，仍悍不遵命，復於十月四日向蘇北韓部猛攻，韓部獨六旅十六團韓團長遇害；五日又攻擊八十九軍，計劃去除該軍三十三師師長孫啟人，旅長苗端體以下官佐士兵數千人，五日晚又繼續襲擊，致李軍長守維、翁旅長、秦團長……等被沖落江水，生死不明，其他官佐、士兵遇害者不計其數。現韓部已繼續撤至東台附近，而該軍尚進攻不已」云云。這種自亂陣線、偷襲攻擊友軍的行動，依軍紀，本應予以制裁，而統帥部初未採取斷然處置，若在一般軍隊必不能邀此寬典。

新四軍北移之命，曾經延展一個月，迄最近展延之期亦已逾過，在中央規定的路線上曾有該部的輜重及政治工作人員渡江北移，而該部大隊則不北而南，更於途中襲擊四十師，因此乃有解散編遣的緊急處置。以上所述，是此次新四軍事件的綜合經過。這事實，至為不幸。
《大公報》記者對此評論：“到二十五年冬西安事變以後，共產黨取消了建制，共軍改編為國民革命軍，軍令統一了，最高統帥權確立了，國家的統一規模才算告成。”“八路軍和新四軍成為華北、華中兩支獨立的軍隊，配著他們的邊區政府、抗幣、共產黨旗、國際歌……成為一個獨立的體系。若干友邦人士從重慶飛向延安，乃有「一個中國還是兩個中國」之感。”

### 中华人民共和国的相关纪念
泰兴市黄桥镇的黄桥战斗指挥部旧址于1982年3月25日，成为江苏省文物保护单位。2019年，中华人民共和国国务院批准其为全国重点文物保护单位。